# Рафаэлли, Джакомо
Джакомо Рафаэлли, Джакомо Раффаэлли (итал. Giacomo Raffaelli; 2 февраля 1753, Рим — 11 октября 1836, Рим) — итальянский рисовальщик, живописец и художник-мозаичист. Родоначальник итальянской школы так называемой «римской» миниатюрной мозаики.

## Биография
Джакомо Рафаэлли был сыном Паоло (1731—1790) и Маргариты Солимани. Крещён в церкви Сан-Лоренцо-ин-Дамазо в Риме. Члены семьи Рафаэли были потомственными римскими печниками. Во второй половине XVII века поставляли Ватикану «тессеры» (кубики) из смальты — окрашенного окислами металлов и глушёного (непрозрачного) стекла по образцу знаменитых византийских мозаик. В своих домашних печах Рафаэлли производили различные материалы, используемые для изготовления мозаики: белые или цветные плитки, эмали, красители, «стеклянные пасты» и сусальное золото. После смерти Паоло Рафаэлли печь унаследовали трое его сыновей: Франческо, Антонио и Джакомо — старший сын, который принял управление домашней мастерской.
Джакомо Рафаэлли перенёс мастерскую сначала на площадь Испании, затем на Виа дель Бабуино, 92. С помощью Чезаре Агуатти около 1775 года Джакомо стал изготавливать посредством особой технологии разноцветные микротессеры (мельчайшие стеклянные кубики), называемые «филати» (filati) или «римскими» (romani). Идея заключалась в том, чтобы воспроизводить в долговечном материале миниатюрные живописные картины и уменьшать их до такой степени, «чтобы они стали произведениями искусства, которые можно носить в кармане». Рафаэлли посредством мозаичного набора создавал крошечные пластинки с пейзажами, изображениями знаменитых римских памятников (иногда в форме каприччио), цветов, птиц, а также с религиозными или мифологическими сюжетами. Такие пластинки монтировали в металлические, стеклянные, мраморные, деревянные или каменные шкатулки, табакерки или вставляли броши, ожерелья и пуговицы: они становились дорогими сувенирами, особенно интересовавшими иностранных путешественников.
Джакомо Рафаэлли впервые выставил микромозаику в своей мастерской на площади Испании по случаю Юбилейного 1775 года католической церкви. У изобретения было много последователей, и между 1824 и 1830 годами на территории между площадью Испании и площадью дель Пополо существовало более шестидесяти коммерческих предприятий, связанных с изготовлением микромозаики.
В 1787 году Станислав Август Понятовский, последний король Польши, присвоил Рафаэлли дворянское звание и назначил своим советником по свободным искусствам. Ярый республиканец, Джакомо участвовал в 1808 году в антинаполеоновских политических волнениях в Милане и был арестован, но вскоре освобождён.

## Мозаичная копия «Тайной вечери» Леонардо да Винчи

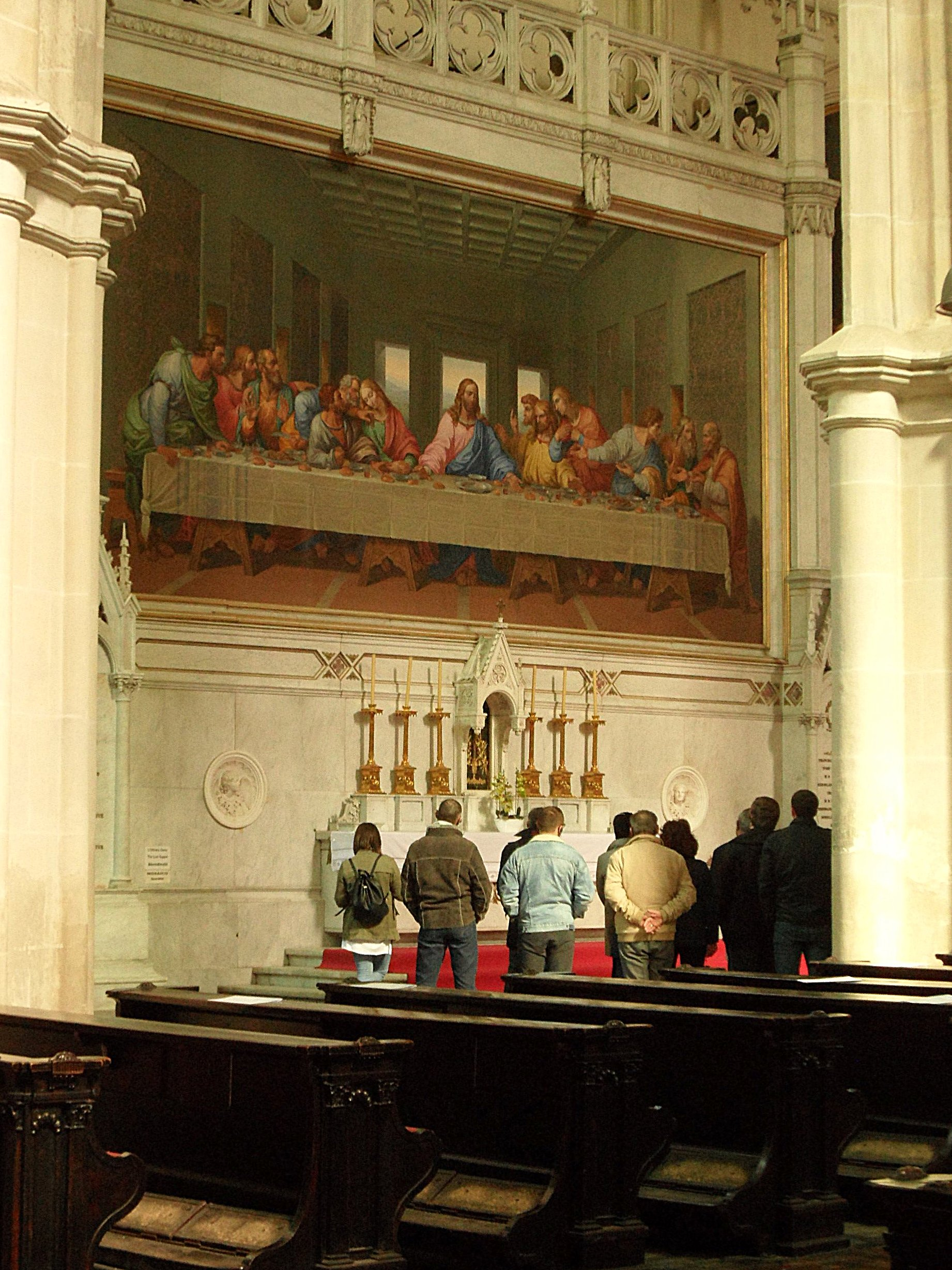
Тайная вечеря. Мозаика Дж. Босси и Дж. Раффаэлли по росписи Леонардо да Винчи. 1807—1809. Хор церкви Миноритов в Вене

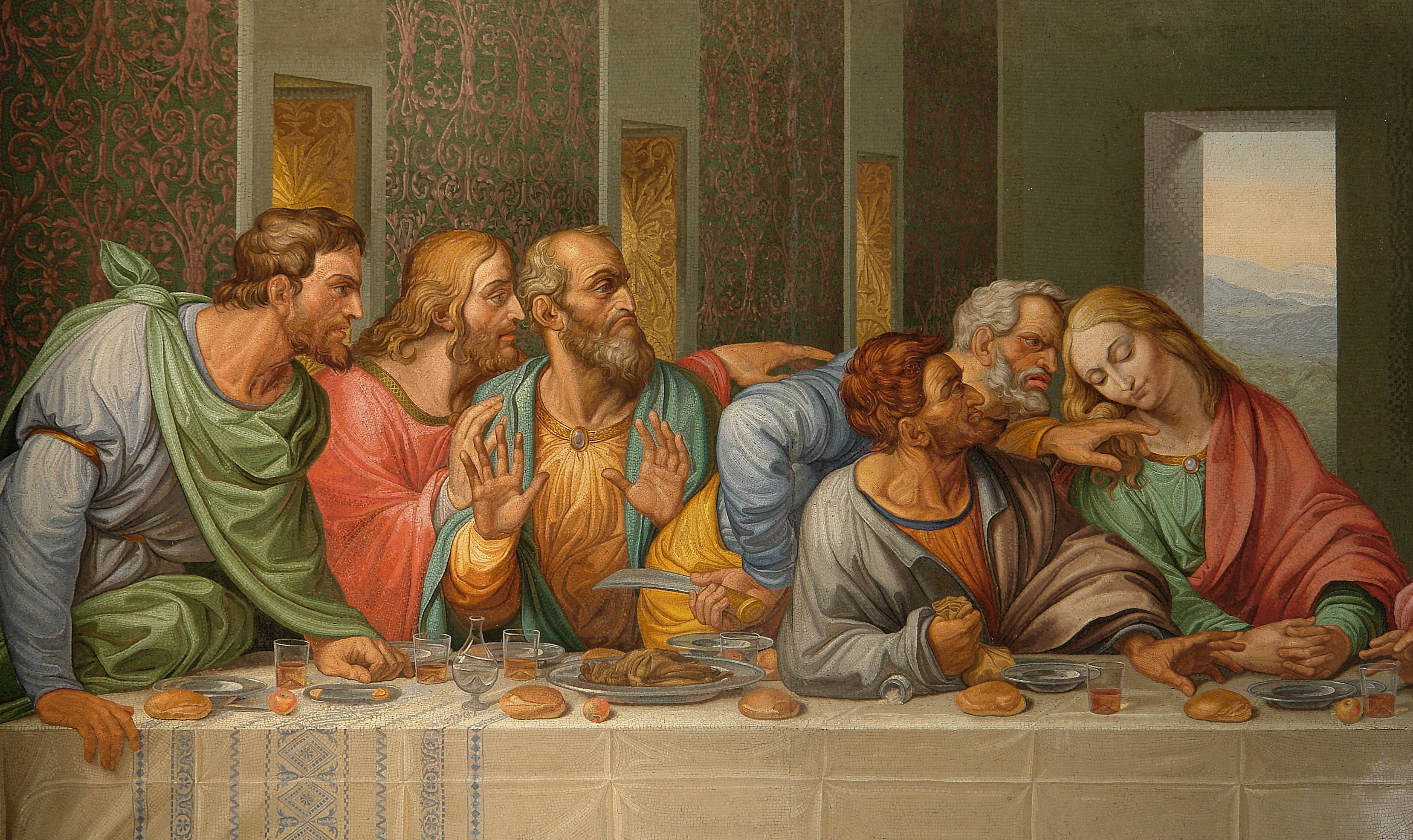
Деталь мозаики

Начиная с 1804 года большая часть мозаичных тессер, производимых в печах семьи Рафаэлли, экспортировалась в Милан, где Джакомо открыл школу мозаичного искусства в бывшем монастыре Сан-Винченцино, связанную с Академией Брера, которой тогда руководил художник Джузеппе Босси. Указом от 24 апреля 1807 года вице-король Италии, принц Евгений Богарне, под впечатлением популярности искусства «римской мозаики», заказал Джакомо Рафаэлли копию шедевра Леонардо да Винчи «Тайной вечери» из мозаики в натуральную величину. Подготовительный картон сделал Джузеппе Босси. Он подошёл к решению сложной задачи научно, зарисовывая детали голов и фигур с разных вариантов реплик и с рисунков самого Леонардо, мысленно восстанавливая то, что утрачено. Затем перенёс всё на холст в натуральный размер. Однако, по мнению многих современников, и высказанного по этому поводу И. В. Гёте, создание копии столь большого размера на основании приблизительных и невысокого качества вторичных рисунков не могло дать удовлетворительного результата.
Работа, в которой сотрудничали сын мастера Винченцо и мастера Джузеппе Роккеджани и Гаэтано Руспи, продолжалась много лет. Надпись, помещённая в нижней части мозаики весом в 20 тонн, прославляет как искусство мозаичиста, так и намерение заказчика сохранить в долговечной мозаичной технике произведение Леонардо, которое уже в то время находилось в очень плохом состоянии:
MVSIVVM OPUS IACOBI RAFFAELLI QUO IN COENA DOMINI TO LEONARDO VINCIO MEDIOLANI MIRIFICE PICTA MCDXCVII TEMPORVM HOMINVMQVE INIVRA PAENE DELETA POSTERITATI SERVARETVR
Произведение предназначалось для парижского Лувра, но после падения Наполеона на неё заявили права Габсбурги. Мозаика была приобретена австрийским императором Францем I. 11 августа 1818 года произведение перевезли в Вену. Однако мозаика оказалась слишком большой для предполагаемого места её установки в Бельведере. Проживавшие в городе итальянцы просили, чтобы мозаика по произведению Леонардо была помещена в итальянской национальной церкви Вены Миноритенкирхе, вблизи алтаря, созданного архитектором Фридрихом Августом фон Стахе. Мозаика была перенесена на новое место 26 марта 1847 года.

## Последующая работа
В 1814 году в Академии Брера в Милане была организована выставка предметов, созданных Джакомо Рафаэлли и его учениками: часы, украшенные мрамором, полудрагоценными камнями, мозаикой и бронзой; столешницы из белого мрамора со встроенными элементами мозаики из агата, лазурита, сердолика и малахита; мозаичные картины с изображениями птиц, букетов цветов, пейзажей античного и современного Рима.
В 1815 году Джакомо Рафаэлли, снискав европейскую известность, вернулся в Рим. Он был избран академиком Академии Святого Луки. Похоронен в Риме, в церкви Святого Станислава Польского народа (Santo Stanislao dei Polacchi) на улице Виа делле Боттеге Оскуре.
Мастерская семьи Рафаэлли продолжала производить микромозаику для ювелирных изделий, эмалей и смальт по заказам мозаичной мастерской Святого Петра в Ватикане до 1864 года под руководством Винченцо Рафаэлли, сына Джакомо.

## Деятельность семьи Рафаэлли в России
Российский император Александр I назначил Джакомо Рафаэлли своим советником и приобрёл у него мозаичные картины и столы с мозаичными картинами, которые ныне экспонируются в Павильонном зале санкт-петербургского Эрмитажа.
В 1848 году возникла идея перевода живописных изображений крупнейшего в России Исаакиевского собора в мозаики «ввиду их долговечности и ценности». Причём требовалась, согласно эстетике времени, максимальная приближенность к живописным оригиналам. Но собственного мозаичного производства не существовало.
Для создания специального Императорского «Мозаического заведения» при Императорской Академии художеств в Санкт-Петербурге (вначале исключительно для нужд оформления Исаакиевского собора) в 1851 году из Италии пригласили Винченцо Рафаэлли с братом Петром. Работа заняла долгие годы. Мозаичные картины, в том числе иконы для иконостаса, выполняли в 1851—1914 годах. Однако грандиозная по затратам работа не дала ожидаемых результатов. Мозаики из мелкой смальты с огромным количеством оттенков, поднятые на большую высоту, не сверкали подобно византийским образцам, а совершенно терялись в полумраке собора и выглядели грязными по цвету. Тем не менее «Мозаическая мастерская» в Санкт-Петербурге действует по настоящее время при Санкт-Петербургской академии художеств.

## «Микромозаики» мастерской Рафаэлли

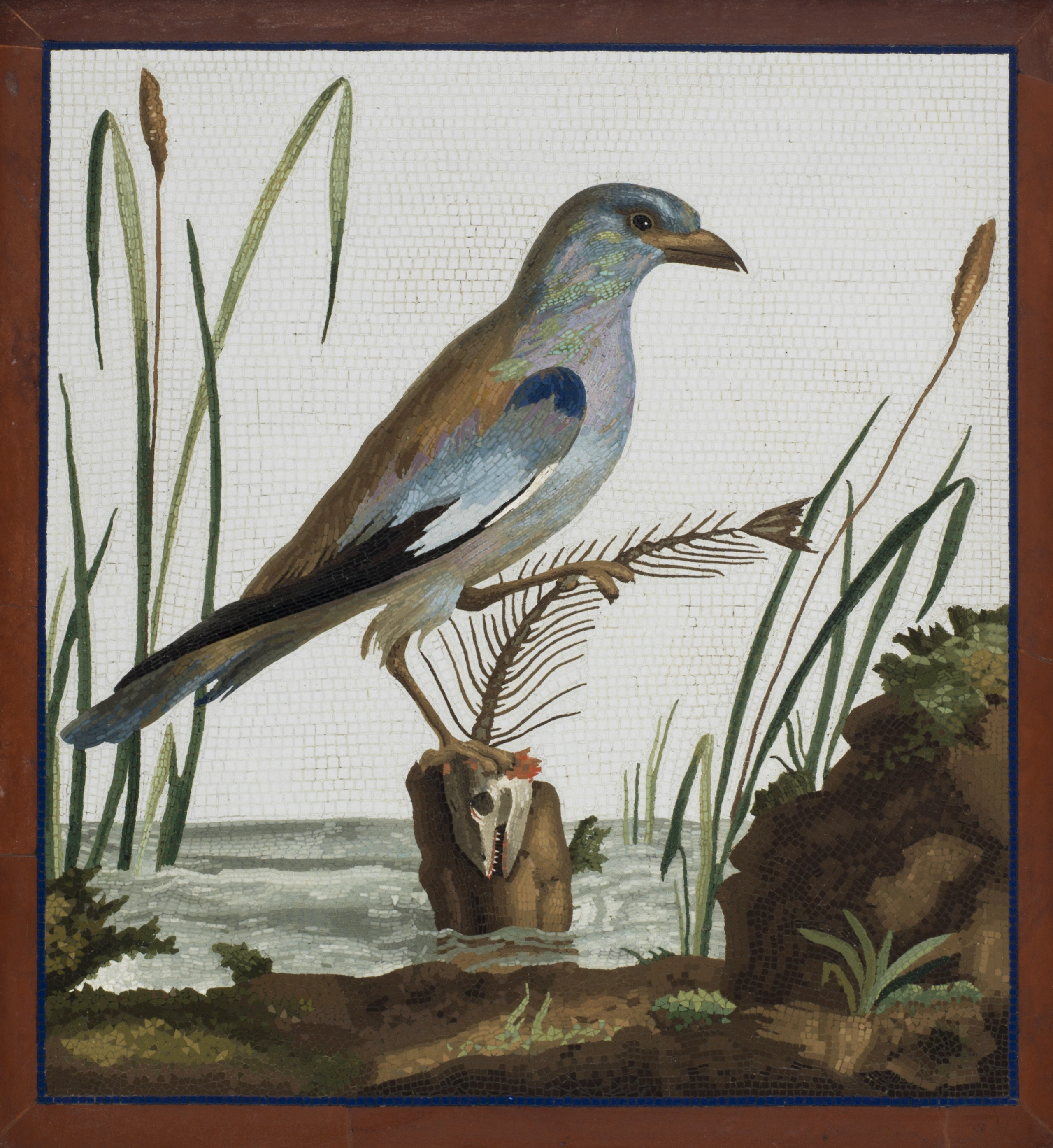
Птица с рыбой. Ок. 1800. Частное собрание
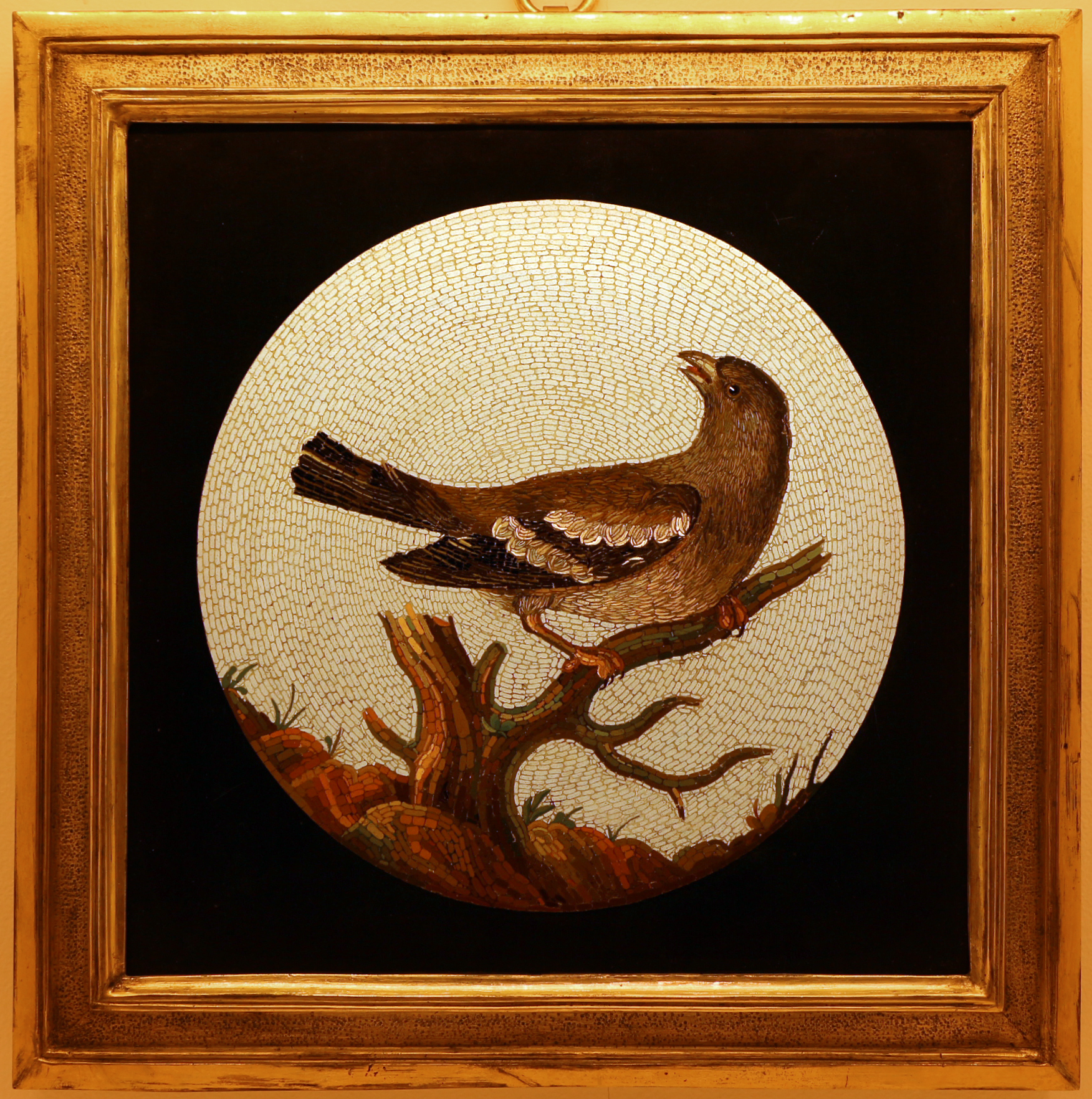
Маленький воробей. 1790-1795
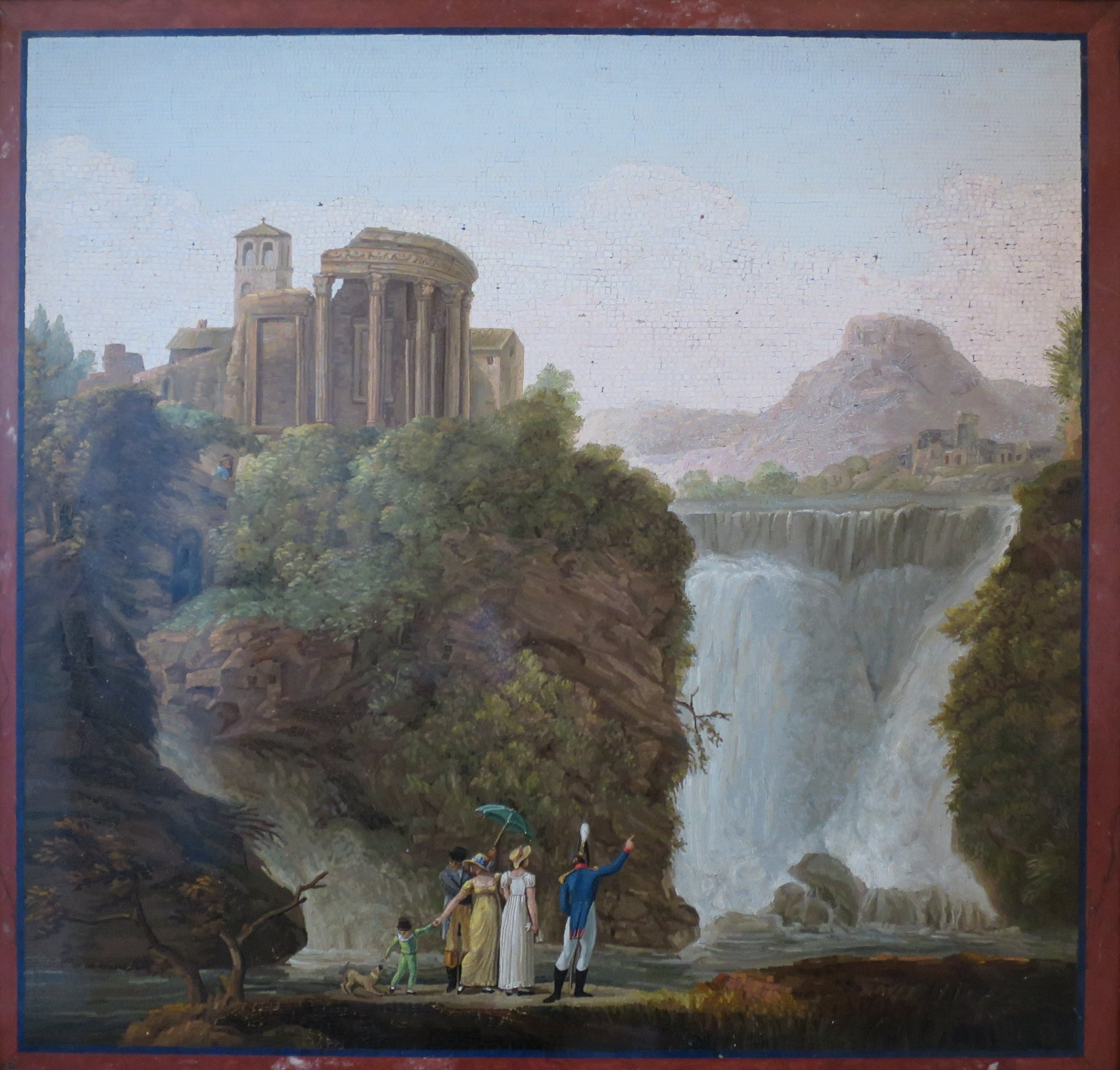
Храм Сивиллы и водопад в Тиволи. 1817. Государственный Эрмитаж, Санкт-Петербург
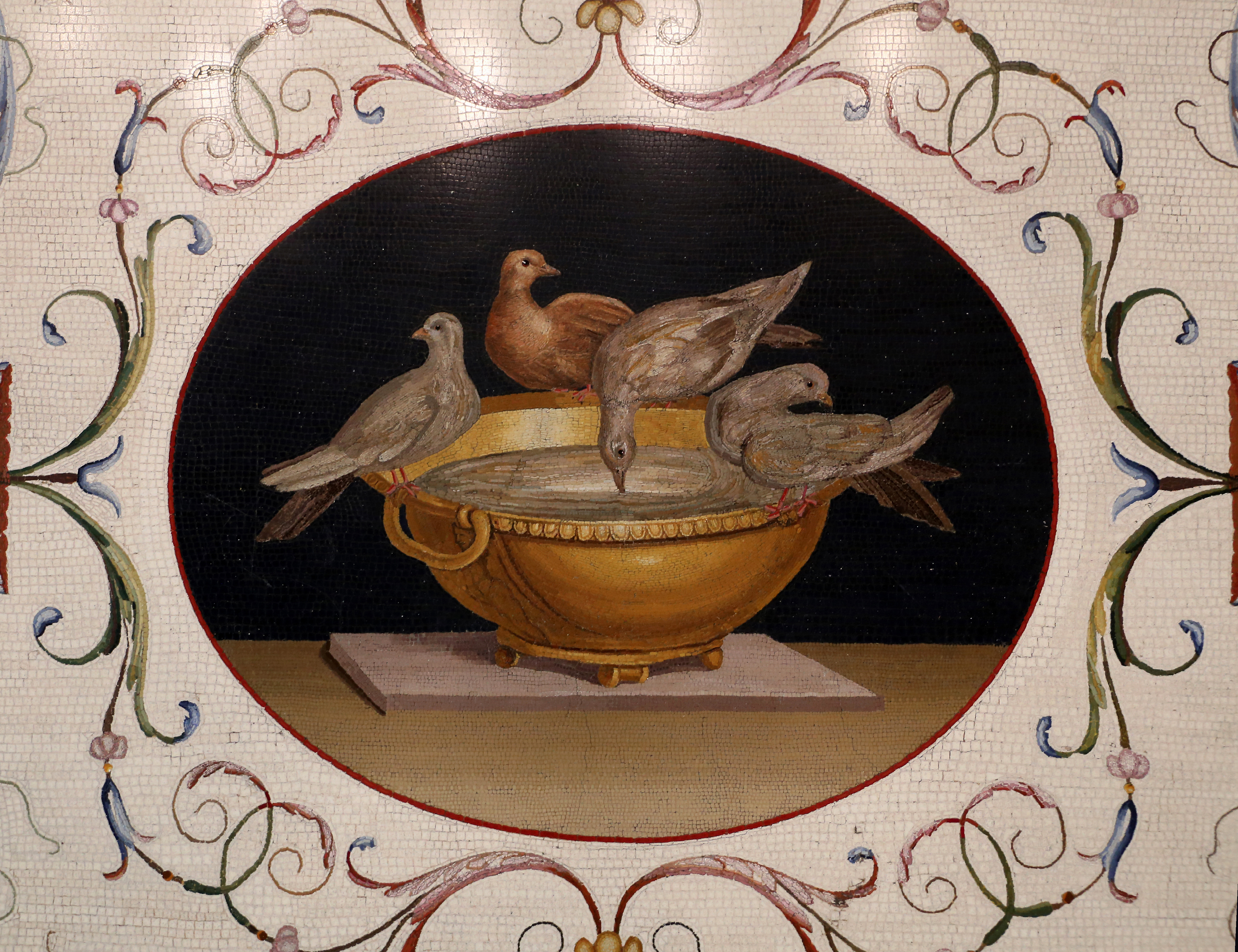
Микромозаика с голубями. Копия античной мозаики (по живописному оригиналу II в. до н. э.) из Капитолийского музея в Риме
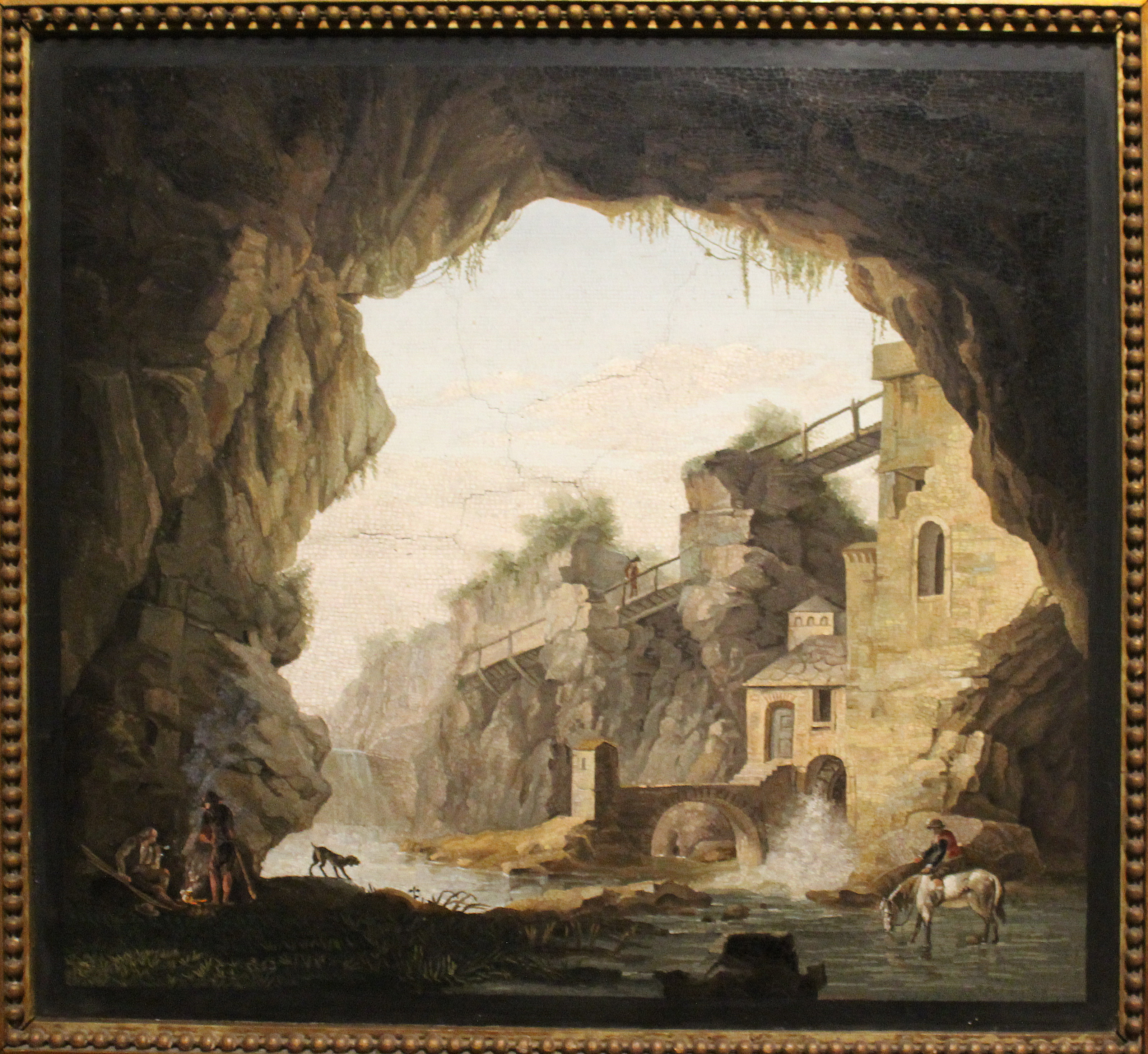
Мельница в Тиволи. Герцогский музей, Гота, Тюрингия
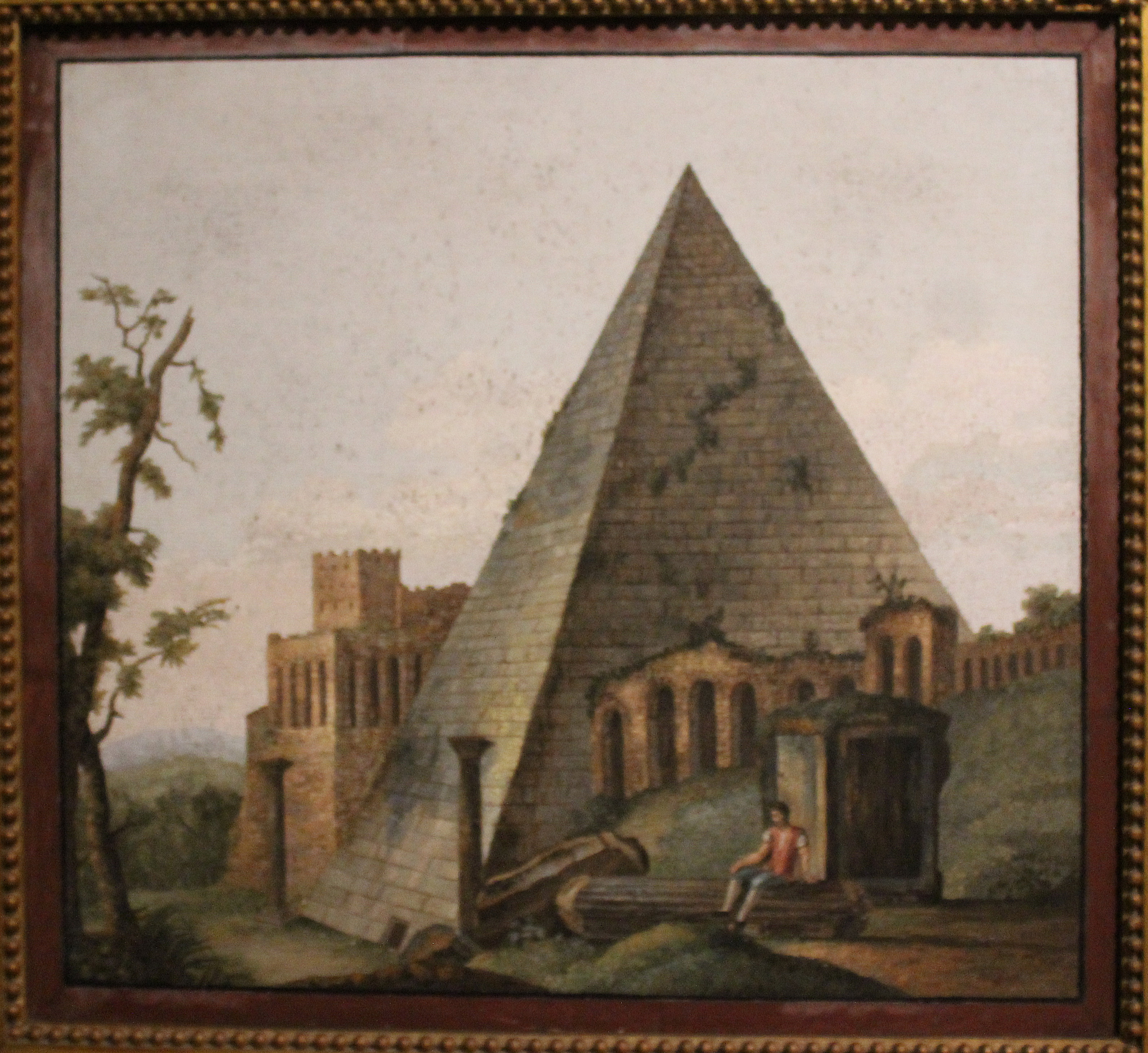
Пирамида Цестия в Риме. Герцогский музей, Гота